# جوناثان س. كيرك
جوناثان س. كيرك (بالإنجليزية: Jonathan C. Kirk) هو جندي أمريكي، ولد في 21 أكتوبر 1836 في مقاطعة كلينتون في الولايات المتحدة، وتوفي في 30 يوليو 1907.